# Iàrok
Iàrok (en rus: Ярок) és un poble de l'óblast de Tambov, a Rússia, segons el cens del 2010 tenia 435 habitants.